# Marko Poletanović
Marko Poletanović (in serbo Марко Полетановић?; Novi Sad, 20 luglio 1993) è un calciatore serbo, centrocampista del Wisła Cracovia.

## Carriera

### Club
Il 19 settembre 2018 viene acquistato a titolo definitivo dalla squadra polacca dello Jagiellonia.

### Nazionale
Ha giocato nelle nazionali giovanili serbe Under-19 ed Under-21.
Nel 2016 ha giocato una partita con la nazionale maggiore.

## Statistiche

### Presenze e reti nei club
Statistiche aggiornate al 23 luglio 2022.
| Stagione                 | Squadra                  | Campionato               | Campionato | Campionato | Coppe nazionali | Coppe nazionali | Coppe nazionali | Coppe continentali | Coppe continentali | Coppe continentali | Altre coppe | Altre coppe | Altre coppe | Totale | Totale |
| Stagione                 | Squadra                  | Comp                     | Pres       | Reti       | Comp            | Pres            | Reti            | Comp               | Pres               | Reti               | Comp        | Pres        | Reti        | Pres   | Reti   |
| ------------------------ | ------------------------ | ------------------------ | ---------- | ---------- | --------------- | --------------- | --------------- | ------------------ | ------------------ | ------------------ | ----------- | ----------- | ----------- | ------ | ------ |
| 2011-gen. 2012           | Cement Beočin            | 3L                       | 11         | 1          | CS              | 0               | 0               | -                  | -                  | -                  | -           | -           | -           | 11     | 1      |
| gen.-giu. 2012           | Vojvodina                | SL                       | 12         | 0          | CS              | 1               | 0               | -                  | -                  | -                  | -           | -           | -           | 13     | 0      |
| 2012-2013                | Vojvodina                | SL                       | 19         | 0          | CS              | 3               | 0               | UEL                | 3                  | 0                  | -           | -           | -           | 25     | 0      |
| 2013-2014                | Vojvodina                | SL                       | 26         | 4          | CS              | 6               | 0               | UEL                | 8                  | 0                  | -           | -           | -           | 40     | 4      |
| 2014-gen. 2015           | Vojvodina                | SL                       | 15         | 1          | CS              | 3               | 1               | UEL                | 2                  | 0                  | -           | -           | -           | 20     | 2      |
| Totale Vojvodina         | Totale Vojvodina         | Totale Vojvodina         | 72         | 5          |                 | 13              | 1               |                    | 13                 | 0                  |             | -           | -           | 98     | 6      |
| gen.-giu. 2015           | Gent                     | PL                       | 3+5        | 0+1        | CB              | 1               | 0               | -                  | -                  | -                  | -           | -           | -           | 9      | 1      |
| 2015-gen. 2016           | Gent                     | PL                       | 3          | 0          | CB              | 0               | 0               | UCL                | 0                  | 0                  | SB          | 0           | 0           | 3      | 0      |
| Totale Gent              | Totale Gent              | Totale Gent              | 6+5        | 0+1        |                 | 1               | 0               |                    | 0                  | 0                  |             | 0           | 0           | 12     | 1      |
| gen.-giu. 2016           | Zulte Waregem            | PL                       | 5+3        | 0          | CB              | 0               | 0               | -                  | -                  | -                  | -           | -           | -           | 8      | 0      |
| 2016-2017                | Stella Rossa             | SL                       | 23         | 3          | CS              | 3               | 1               | UEL                | 2                  | 0                  | -           | -           | -           | 28     | 4      |
| 2017-2018                | Tosno                    | PL                       | 18         | 0          | CR              | 3               | 0               | -                  | -                  | -                  | -           | -           | -           | 21     | 0      |
| 2018-2019                | Jagiellonia              | EK                       | 25         | 2          | CP              | 5               | 0               | -                  | -                  | -                  | -           | -           | -           | 30     | 2      |
| 2019-gen. 2020           | Jagiellonia              | EK                       | 8          | 0          | CP              | 1               | 0               | -                  | -                  | -                  | -           | -           | -           | 9      | 0      |
| Totale Jagiellonia       | Totale Jagiellonia       | Totale Jagiellonia       | 33         | 2          |                 | 6               | 0               |                    | -                  | -                  |             | -           | -           | 39     | 2      |
| gen.-giu. 2020           | Raków Częstochowa        | EK                       | 5          | 0          | CP              | 0               | 0               | -                  | -                  | -                  | -           | -           | -           | 5      | 0      |
| 2020-2021                | Raków Częstochowa        | EK                       | 21         | 0          | CP              | 5               | 0               | -                  | -                  | -                  | -           | -           | -           | 26     | 0      |
| 2021-feb. 2022           | Raków Częstochowa        | EK                       | 19         | 1          | CP              | 1               | 0               | UECL               | 6                  | 0                  | SP          | 1           | 0           | 27     | 1      |
| Totale Raków Częstochowa | Totale Raków Częstochowa | Totale Raków Częstochowa | 45         | 1          |                 | 6               | 0               |                    | 6                  | 0                  |             | 1           | 0           | 58     | 1      |
| feb.-giu. 2022           | Wisła Cracovia           | EK                       | 10         | 0          | CP              | 1               | 0               | -                  | -                  | -                  | -           | -           | -           | 11     | 0      |
| 2022-2023                | Zagłębie Lubin           | EK                       | 2          | 0          | CP              | 0               | 0               | -                  | -                  | -                  | -           | -           | -           | 2      | 0      |
| Totale carriera          | Totale carriera          | Totale carriera          | 225+8      | 12+1       |                 | 33              | 2               |                    | 21                 | 0                  |             | 1           | 0           | 288    | 15     |

### Cronologia presenze e reti in nazionale
| Cronologia completa delle presenze e delle reti in nazionale ― Serbia | Cronologia completa delle presenze e delle reti in nazionale ― Serbia | Cronologia completa delle presenze e delle reti in nazionale ― Serbia | Cronologia completa delle presenze e delle reti in nazionale ― Serbia | Cronologia completa delle presenze e delle reti in nazionale ― Serbia | Cronologia completa delle presenze e delle reti in nazionale ― Serbia | Cronologia completa delle presenze e delle reti in nazionale ― Serbia | Cronologia completa delle presenze e delle reti in nazionale ― Serbia |
| Data                                                                  | Città                                                                 | In casa                                                               | Risultato                                                             | Ospiti                                                                | Competizione                                                          | Reti                                                                  | Note                                                                  |
| --------------------------------------------------------------------- | --------------------------------------------------------------------- | --------------------------------------------------------------------- | --------------------------------------------------------------------- | --------------------------------------------------------------------- | --------------------------------------------------------------------- | --------------------------------------------------------------------- | --------------------------------------------------------------------- |
| 29-9-2016                                                             | Doha                                                                  | Qatar                                                                 | 3 – 0                                                                 | Serbia                                                                | Amichevole                                                            | -                                                                     |                                                                       |
| Totale                                                                |                                                                       | Presenze                                                              | 1                                                                     |                                                                       | Reti                                                                  | 0                                                                     |                                                                       |

## Palmarès

### Club

#### Competizioni nazionali
- Coppa di Serbia: 1

Vojvodina: 2013-2014
- Campionato belga: 1

Gent: 2014-2015
- Supercoppa del Belgio: 1

Gent: 2015
- Coppa di Polonia: 1

Raków Częstochowa: 2020-2021
- Supercoppa di Polonia: 1

Raków Częstochowa: 2021